# 塭港
塭港，是臺灣嘉義縣東石鄉的一個傳統地域名稱，位於該鄉西部。相較於今日行政區，其範圍大致包含塭港村不含東南端、型厝村西南端。

## 歷史
台灣日治初期，塭港地區為一街庄（舊制街庄），稱為「塭港庄」，隸屬於大坵田西堡。該庄昔日北及東北與型厝藔庄為鄰，東邊及南邊為頂東石庄，西邊臨台灣海峽。
1901年（日治明治三十四年）11月11日，全台設置二十廳，該庄隸屬於嘉義廳。1904年（明治三十七年）2月20日，該庄編入「東石港區」，隸屬於嘉義廳。1905年（明治三十八年）7月1日，各區管轄區域調整，該庄仍隸屬於嘉義廳的「東石港區」。1909年（明治四十二年）10月25日，全台整併二十廳為十二廳，該庄仍隸屬於嘉義廳。1910年（明治四十三年）1月18日，各區管轄區域調整，該庄仍隸屬於嘉義廳的「東石港區」。1920年（大正九年）10月1日，全台廢十二廳改設五州二廳，該庄改制為「塭港」大字，隸屬於臺南州東石郡東石庄（新制街庄）。
戰後東石庄改制為東石鄉，隸屬於臺南縣，大字亦改制為村。1950年（民國39年）10月25日，雲、嘉、南分治，東石鄉改隸屬於嘉義縣。

## 聚落
本地區發展較早的聚落為塭港，在日治期初期的官方地圖上已有記載。

## 交通
鄉道嘉1線是型厝寮至東石港的道路，經過東地區東部邊界地帶。
鄉道嘉4線是塭港至頂厝仔的道路，其西側端點（起點）位於本地區主聚落。

## 學校
- 塭港國小

## 政府機關
- 海巡署型厝安檢所（北半部位於型厝寮地區境內）
- 海巡署溫港安檢所

## 產業
- 塭港第一漁港
- 塭港第二漁港
- 下庄漁港